# The Wave (Film)
The Wave (Originaltitel La Ola) ist ein Filmmusical von Sebastián Lelio. Der Film mit Daniela López, Avril Aurora, Lola Bravo und Paulina Cortés in den Hauptrollen ist von der Welle der „feministischen Mai“-Massenproteste inspiriert, die Chile im Frühjahr 2018 erfasste. Der Film feierte im Mai 2025 bei den Internationalen Filmfestspielen in Cannes seine Premiere.

## Handlung
Die Musikstudentin Julia engagiert sich in der feministischen Bewegung an ihrer Universität in Chile. Die Gruppe von Frauen macht gemeinsam auf die weit verbreitete Belästigung und die Schikanen und Misshandlungen aufmerksam, unter denen viele ihrer Mitstudentinnen leiden. Inmitten der Protestmärsche tanzt und singt Julia mit ihren Freundinnen und verarbeitet dabei ihre eigenen Erfahrungen. Als sie den Mut aufbringt, ihre Geschichte zu erzählen, wird sie unerwartet zu einer zentralen Figur der Bewegung.

## Produktion

### Idee und Filmstab
Der Film ist von der Welle der „feministischen Mai“-Massenproteste inspiriert, die Chile im Frühjahr 2018 erfasste und in Massenprotesten gipfelte, die sich zwischen Oktober 2019 und März 2020 erstreckten, bei denen auf die sexuelle Belästigung und den sexuellen Missbrauch von Frauen aufmerksam gemacht wurde.
Regie führte Sebastián Lelio, der gemeinsam mit Josefina Fernández, Manuela Infante und Paloma Salas auch das Drehbuch schrieb. Zu Lelios bekannteren Arbeiten gehören Eine fantastische Frau, Ungehorsam, Gloria – Das Leben wartet nicht und Das Wunder.

### Besetzung und Dreharbeiten
Daniela López spielt die Musikstudentin Julia. Es handelt sich um ihre erste Filmrolle. In weiteren Hauptrollen sind Avril Aurora als Luna, Lola Bravo als Rafa und Paulina Cortés als Tamara zu sehen. Auch für sie handelt es sich um ihre ersten Filmrollen. Lucas Sáez Collins spielt Max, den Assistenten von Julias Gesangslehrer. Weiter auf der Besetzungsliste finden sich Néstor Cantillana und Amparo Noguera, die beide bereits in Eine fantastische Frau zu sehen waren, Amalia Kassai, mit der Lelio für die Homemade-Folge Algorithmus zusammenarbeitete, und Renata González Spralja. Das Casting übernahm Eduardo Paxeco.
Die Dreharbeiten wurden im Spätsommer 2024 beendet. Mit Kameramann Benjamín Echazarreta arbeitete Lelio bereits für Gloria und Eine fantastische Frau zusammen.

### Filmmusik und Veröffentlichung
Die Filmmusik komponierte Matthew Herbert, der für Lelios letzte vier Filme tätig war. Er arbeitete mit 17 chilenischen Musikerinnen zusammen, darunter Ana Tijoux, Camila Moreno und Javiera Parra.
Die Premiere des Films fand am 16. Mai 2025 bei den Internationalen Filmfestspielen in Cannes statt, wo er in der Reihe Cannes Premières gezeigt wurde.

## Rezeption

### Kritiken
Die Kritiken fielen gemischt aus. Von den bei Rotten Tomatoes aufgeführten sind rund zwei Drittel positiv.

### Auszeichnungen
Internationale Filmfestspiele von Cannes 2025
- Nominierung für die Queer Palm (Sebastián Lelio)[9]